# Denis Stinat
Pour le footballeur français né en 1978, voir Jérémy Stinat.
Denis Stinat est un footballeur français né le 18 juillet 1983 à Chartres. Gaucher, il joue au poste de défenseur latéral gauche et plus occasionnellement dans l'axe. 
Denis Stinat dispute un total de 7 matchs en Ligue 1 et 67 matchs en Ligue 2. Il joue son premier match en Ligue 1 le 7 août 2004, lors de la rencontre FC Metz-FC Nantes.
Il quitte le FC Gueugnon en 2016 pour signer à l'Aviron bayonnais en CFA2.
Il obtient son BEF à la Ligue d'Aquitaine de football en juillet 2019, dans une promotion où se trouvent notamment Pierre Ducasse (football) et Louis Gomis.

## Carrière

### Joueur
- 1998-2004 :  FC Nantes (centre de formation)
- 2004-2005 :  FC Nantes
- 2005-2006 :  Dijon FCO (prêt)
- 2006-2009 :  Stade brestois
- 2009-2010 :  Pau FC
- 2010-2011 :  Les Herbiers VF
- 2012-2013 :  FC Martigues
- 2013-2016 :  FC Gueugnon[1]
- 2016-2017 :  Aviron bayonnais

### Entraîneur
- 2017-2018 :  Aviron bayonnais (équipe réserve)
- 2017-nov. 2018 :  Aviron bayonnais (-14 ans)
- Nov. 2018-? :  Aviron bayonnais (équipe réserve)
- 2019-2020 :  Aviron bayonnais (adjoint)
- 2020- :  Stade poitevin (adjoint)